# Новиков-Прибой Олексій Силович
Олексі́й Си́лович Но́виков-Прибо́й (рос. Алексе́й Си́лыч Но́виков-Прибо́й; справжнє прізвище — Новиков; нар. 12 (24) березня 1877, с. Матвіївське, Спаський повіт, Тамбовська губернія, Російська імперія — пом. 22 квітня 1944, Москва, РРФСР, СРСР) — російський прозаїк. Лауреат Сталінської премії (1941).

## Життєпис
Навчався в церковноприходській школі. В 22 роки був призваний в армію, служив на Балтійському флоті матросом (1899 — 1906), полюбив море. Почав займатися самоосвітою. Протягом двох років ходив до Кронштадтської школи, познайомився з «крамольною» літературою, за що потрапив до в'язниці. Після звільнення був направлений на війну з Японією, брав участь в Цусімській битві. Потрапив у полон і вісім місяців мав можливість читати книги, про які до того тільки чув.
1906 року повернувся в рідне село, написав брошури про Цусімську битву («За чужие грехи», «Безумцы и бесплодные жертвы», під псевдонімом А.Затертий — матрос). Ці брошури були заборонені урядом. Побоюючись переслідувань, втік до Англії. В 1907—1913 роках перебував за кордоном як політичний емігрант: жив у Франції, Іспанії, Італії і в Північній Африці. Плавав матросом торгового флоту. В 1912—1913 роках жив у Горького на Капрі (до цього надіслав Горькому декілька своїх оповідань, які той схвалив). Пізніше Новиков скаже: «Горький поставив мене на ноги. Після навчання у нього я твердо і самостійно увійшов у літературу». Перша збірка оповідань Новикова-Прибоя «Морские рассказы» в 1914 була вилучена при наборі; вийшла тільки після революції. Після революції твори письменника регулярно з'являлися в друці: повісті «Море зовет» (1919), «Подводники» (1923), «Женщина в море» (1926) та інші.
Найвидатніший твір Новикова-Прибоя — історична епопея «Цусіма» (1932—1935). Під час Німецько-радянської війни виступав зі статтями та нарисами про моряків, працював над великим романом «Капітан першого рангу» (не закінчив). 
Помер у Москві 29 квітня 1944 року.

## Вшанування пам'яті
- Бібліотека імені Новикова-Прибоя (Маріуполь).

## Екранізації творів
- «Бухта смерті» (1926, за мотивами оповідання «У бухті Отрада»)
- «Єралашний рейс» (1977, за мотивами однойменної повісті)
- «Капітан першого рангу» (1958, за мотивами однойменного роману)